# Région de la mer Noire

La région sur la carte de la Turquie.

La région de la mer Noire (turc : Karadeniz Bölgesi) est une des sept régions de Turquie et regroupe la presque totalité des provinces jouxtant la mer Noire. Cette région doit son nom à la mer Noire qui la borde. Elle est donc bordée au nord par la mer Noire, à l'est par la Géorgie, au sud par la région de l'Anatolie orientale et par celle de l'Anatolie centrale, et à l'ouest par celle de Marmara.
Elle couvre 121 422 km2 soit 15,37 % de la superficie totale de la Turquie. La région compte 7 636 000 habitants soit environ 10,68 % de la population du pays.
La côte de la mer Noire reçoit la plus grande quantité de précipitations et est la seule région de la Turquie qui reçoit des pluies toute l'année. La partie orientale de cette côte reçoit en moyenne 2 500 mm de précipitations par an. De ce fait, la région de la mer Noire rassemble une large partie des richesses naturelles de la Turquie.

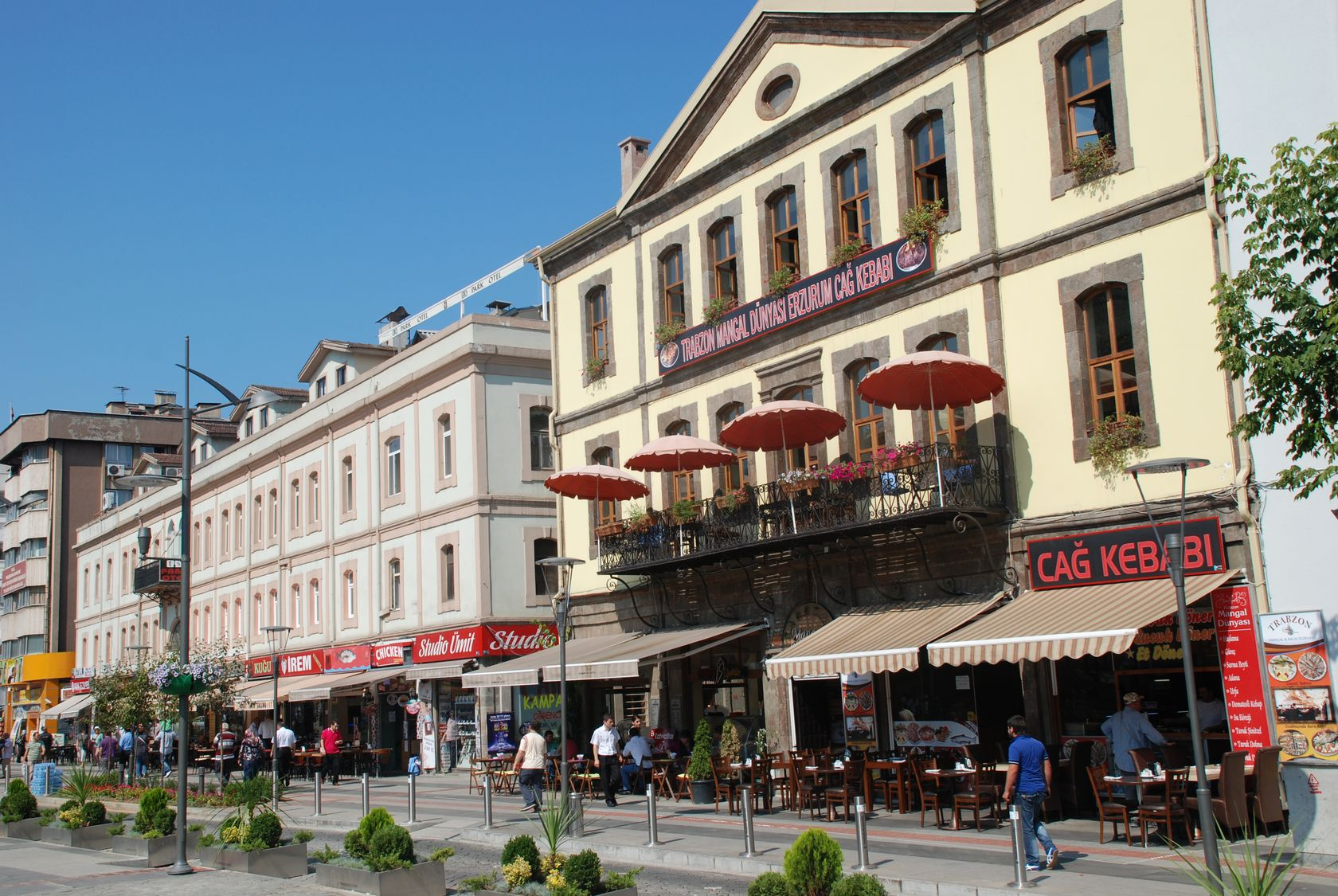
Trabzon, sur la mer Noire.
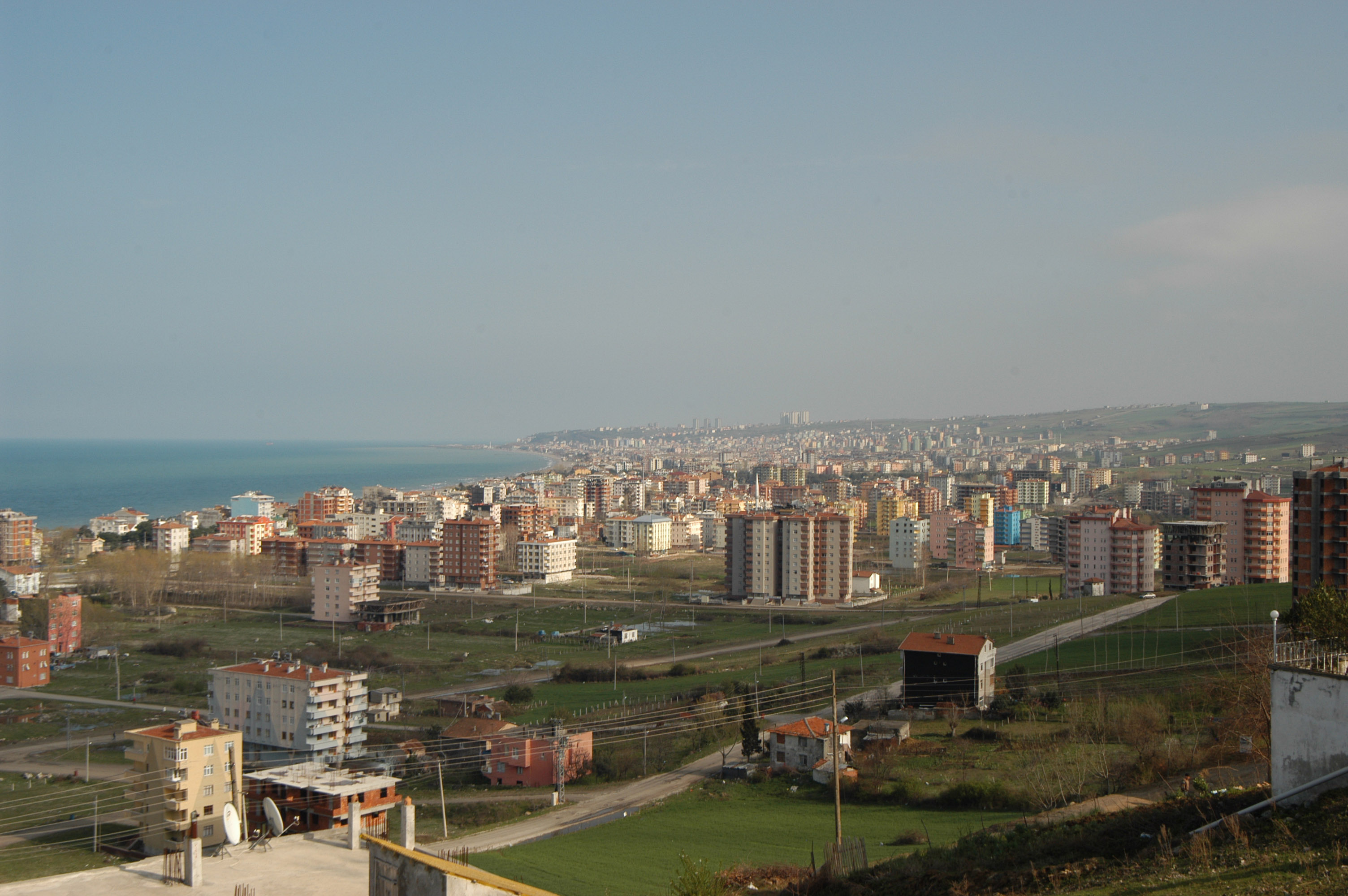
Vue de Samsun.
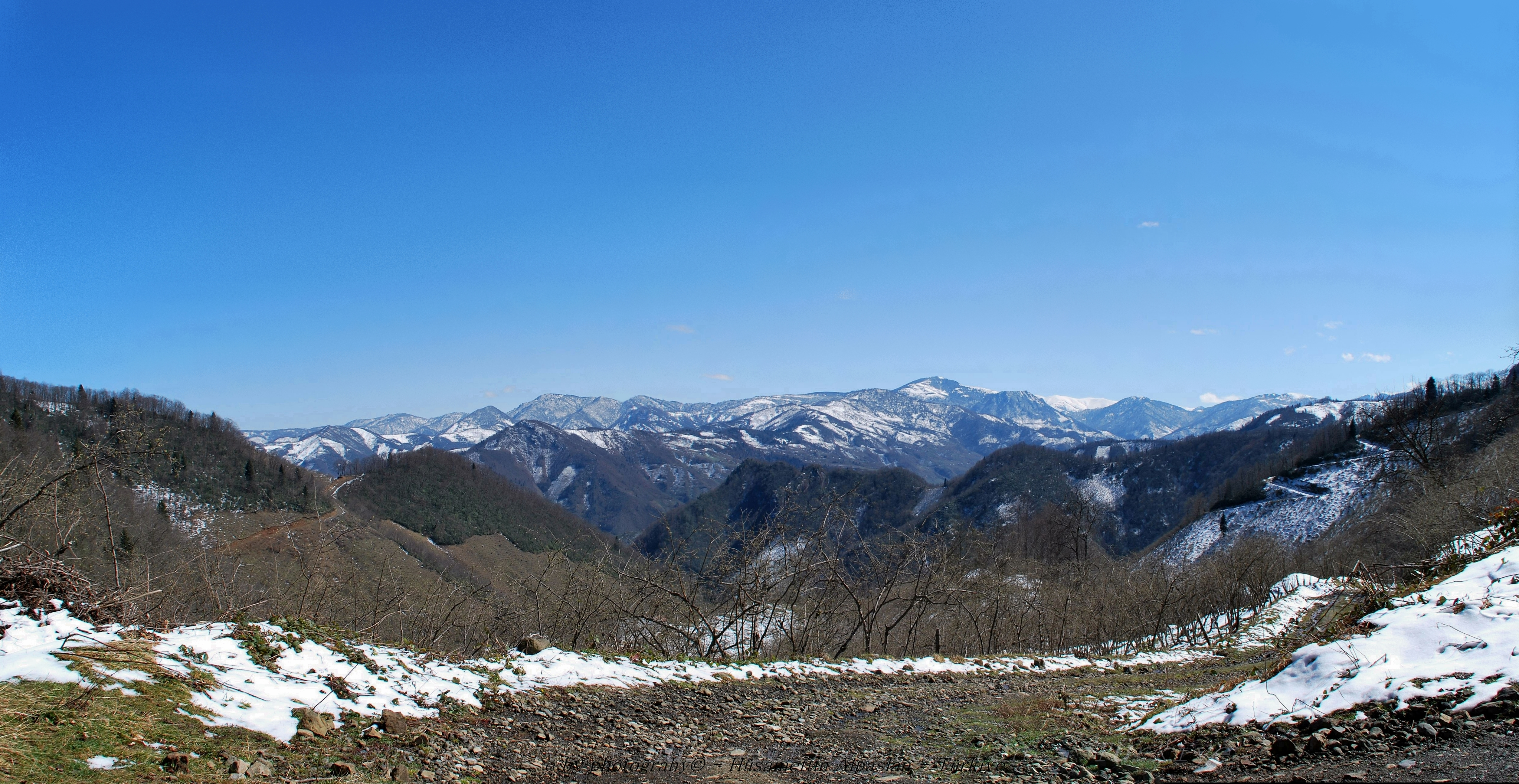
La chaîne pontique, au sud de Giresun.

## Géographie
La région de la mer Noire est connue pour sa végétation luxuriante et elle concentre la moitié des 7 000 espèces de plantes qui poussent en Turquie. Elle regorge de forêts denses, qui font sa renommée, notamment dans le cadre de la production de noisettes. De plus, cette partie de la Turquie, qui reste peu connue des touristes, renferme de très beaux paysages comme des montagnes de plus de 2 000 mètres d'altitude, autour du lac d'Uzungöl, par exemple. De surcroît, la chaîne pontique borde la côte méridionale de la mer Noire. Également appelée Alpes pontiques, ce massif montagneux localisé au Nord de la Turquie, est couvert de forêts denses, qui abritent majoritairement des conifères. Donc, cette chaine de la région de la mer Noire a un climat spécifique puisqu'elle héberge une forêt tempérée humide.
Les glaciers du mont Kaçkar situés à proximité du village d'Ayder, font partie des monts les plus hauts de la Turquie, à environ 4 000 mètres d'altitude. Ces ensembles montagneux ont permis à cette région de la mer Noire de créer des petites stations de sports d'hiver, notamment la station de Kartalkaya, située dans la province de Bolu.
Les plages désertes sont aussi caractéristiques de cette région turque.
De plus, la région de la mer Noire abrite la rivière Tchorokhi, aussi appelée Çoruh, qui débute dans les montagnes Mescit, à 3 225 m d'altitude, dans le Nord-Est de la Turquie. Elle continue alors de s'écouler en Géorgie, avant de déboucher sur la mer Noire.
Samsun est la ville la plus importante de la région en matière d'éducation, de santé, d'industrie, de commerce, de transport, d'économie et de population. La ville possède le plus grand port sur la côte de la mer Noire. Samsun est considéré comme étant la capitale de la région de la mer Noire,.
Trabzon, ou de son nom antique Trébizonde, incarne une des villes les plus importantes de cette région, et est la plus grande géographiquement. Elle a été édifiée au VIIIe siècle av. J.-C. et regorge de richesses culturelles comme le monastère de Sümela, l'un des monuments les plus importants de la région. Situé dans le parc naturel de Sümela, ce monastère taillé à flanc de montagne, offre un panorama spectaculaire.
Deux aéroports internationaux desservent la région : l'aéroport de Samsun et celui de Trabzon.

## Provinces

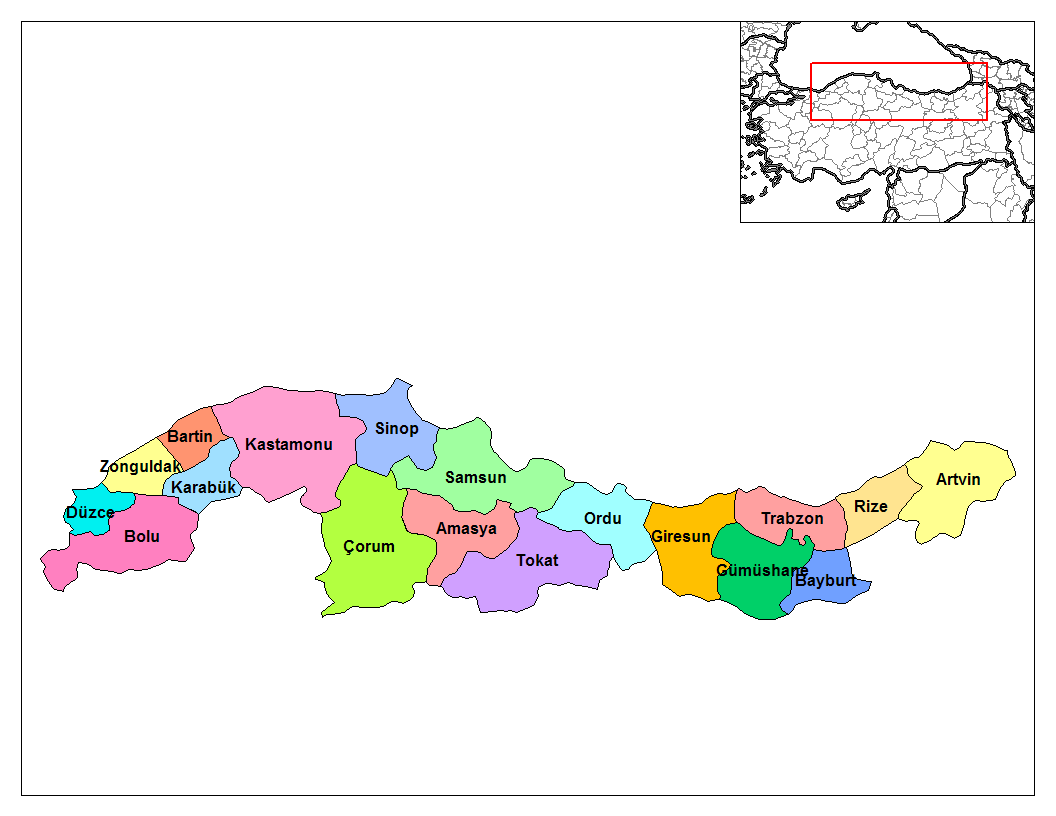
Les provinces de la région.

La région se divise en trois parties distinctes : une occidentale, une centrale et une orientale. La différence entre ces régions s'effectue en fonction de plusieurs critères dont le climat, l'agriculture et le relief.
- Amasya
- Artvin
- Bartın
- Bayburt
- Bolu
- Çorum
- Düzce
- Giresun
- Gümüşhane
- Karabük
- Kastamonu
- Ordu
- Rize
- Samsun
- Sinop
- Tokat
- Trabzon
- Zonguldak

## Histoire

### Le monastère de Sümela
Le monastère de Sumela (Sümela Manastırı en turc), aurait été bâti en 386 sous le règne de l'empereur Théodose le Grand, par deux moines, Sophrone et Barnabé, qui avaient trouvé dans une grotte une icône de la Vierge Marie peinte par saint Luc.

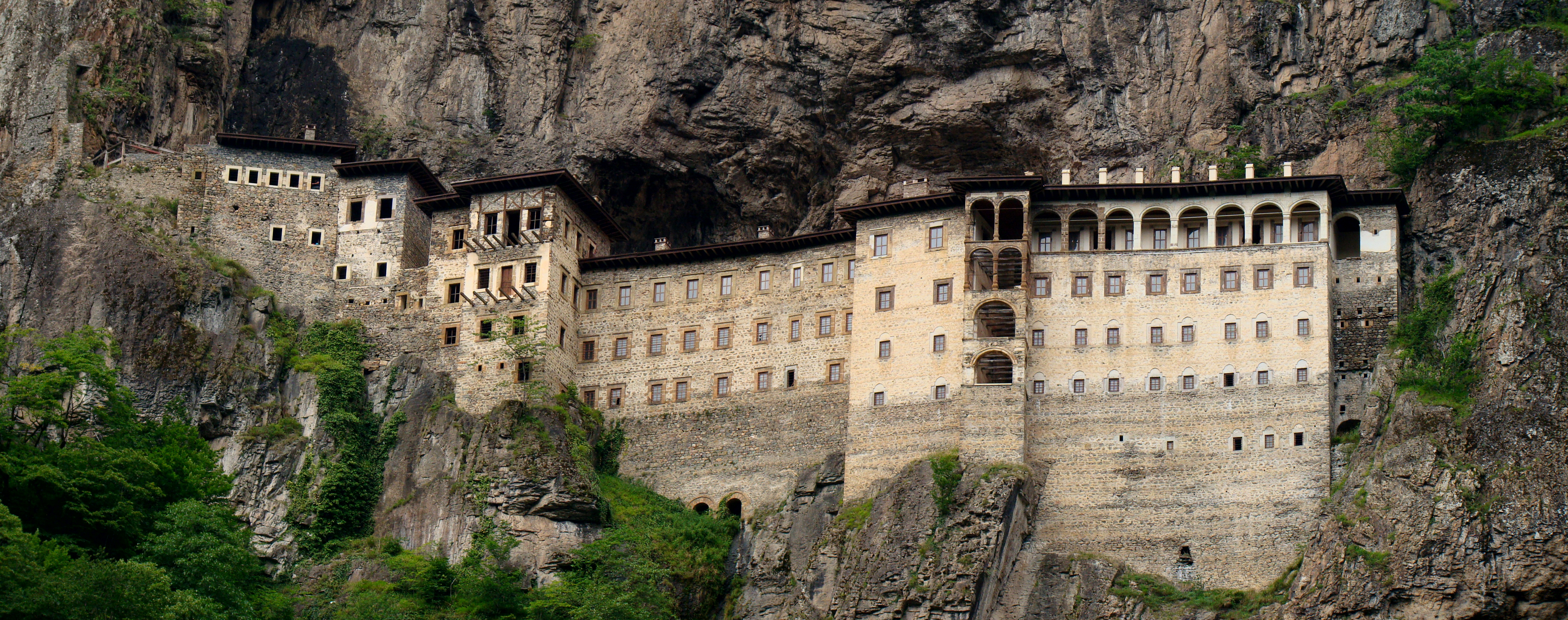
Le monastère de Sümela.

Ce monastère a pris pour la première fois le nom de Sümela sous l'Empire byzantin des Comnènes et fut agrandi notamment pendant la période ottomane. Ainsi, Alexis III Comnène (1349-1390) est considéré comme le créateur du monastère et contribua à son agrandissement par le biais de nombreux dons. Ce monastère a connu son âge d'or lorsque l’abbé Ignatios fit orner ses murs de fresques en 1749.
Lorsque les Russes envahirent Trabzon de 1916 à 1918, l’espoir de la création d’un État chrétien du Pont émergea. Néanmoins, la guerre d'indépendance a fini d'achever ce projet. La communauté monastique ainsi que la population chrétienne avoisinante quittèrent les lieux définitivement, en 1923, lors de l'échange de populations entre la Grèce et la Turquie décidé par le traité de Lausanne. Abandonné, incendié et dégradé, le monastère perdit de sa splendeur. Mais il subit plus tard d'importantes restaurations.
À l'intérieur de ce monastère se trouve l'église de la Vierge Marie construite à l'intérieur même d'une grotte. Les parois rocheuses sont ornées de fresques anciennes, qui rapportent différents épisodes de la vie de Jésus et de la Vierge Marie. Quant au bâtiment qui cache les cellules des moines, celui-ci ne se visite pas. Depuis, ce monastère et les légendes religieuses qui l'entourent font de lui un lieu de pèlerinage important.

### Période ottomane
Lors de la chute de Constantinople, le 29 mai 1453, les différentes provinces et villes de la région de la Mer Noire tombèrent entre les mains de l'Empire ottoman. L'héritage ottoman est particulièrement visible dans cette région, notamment dans la ville de Trabzon, qui fut prise par le sultan ottoman Mehmed II en 1461.
Le palais d'Atatürk, est considéré comme le monument accueillant le plus de visiteurs chaque année et illustre l'ampleur de Trabzon comme centre historique et culturel. Ce palais, construit au XXe siècle, est nommé ainsi en l'honneur du dirigeant turc Mustafa Kemal Atatürk. Ce palais est maintenant un musée ouvert au public.

## Économie
L'économie de la région de la mer Noire est centrée sur la ville de Trabzon. Cette ville est l'un des plus grands pôles économiques et touristiques de la région. Elle attire les touristes grâce à l'architecture de ses divers monuments byzantins.
La région de la mer Noire comporte diverses richesses, notamment sa production massive de noisettes. Cette production de noisettes est concentrée autour de différents pôles comme les provinces de Giresun et d'Ordu, mais également Trabzon. L'industrie noisetière de la région de la Mer Noire fait de la Turquie l'un des premiers exportateurs mondiaux de noisettes. La récole de noisettes de la province d'Ordu constitue alors près de la moitié de la production mondiale.

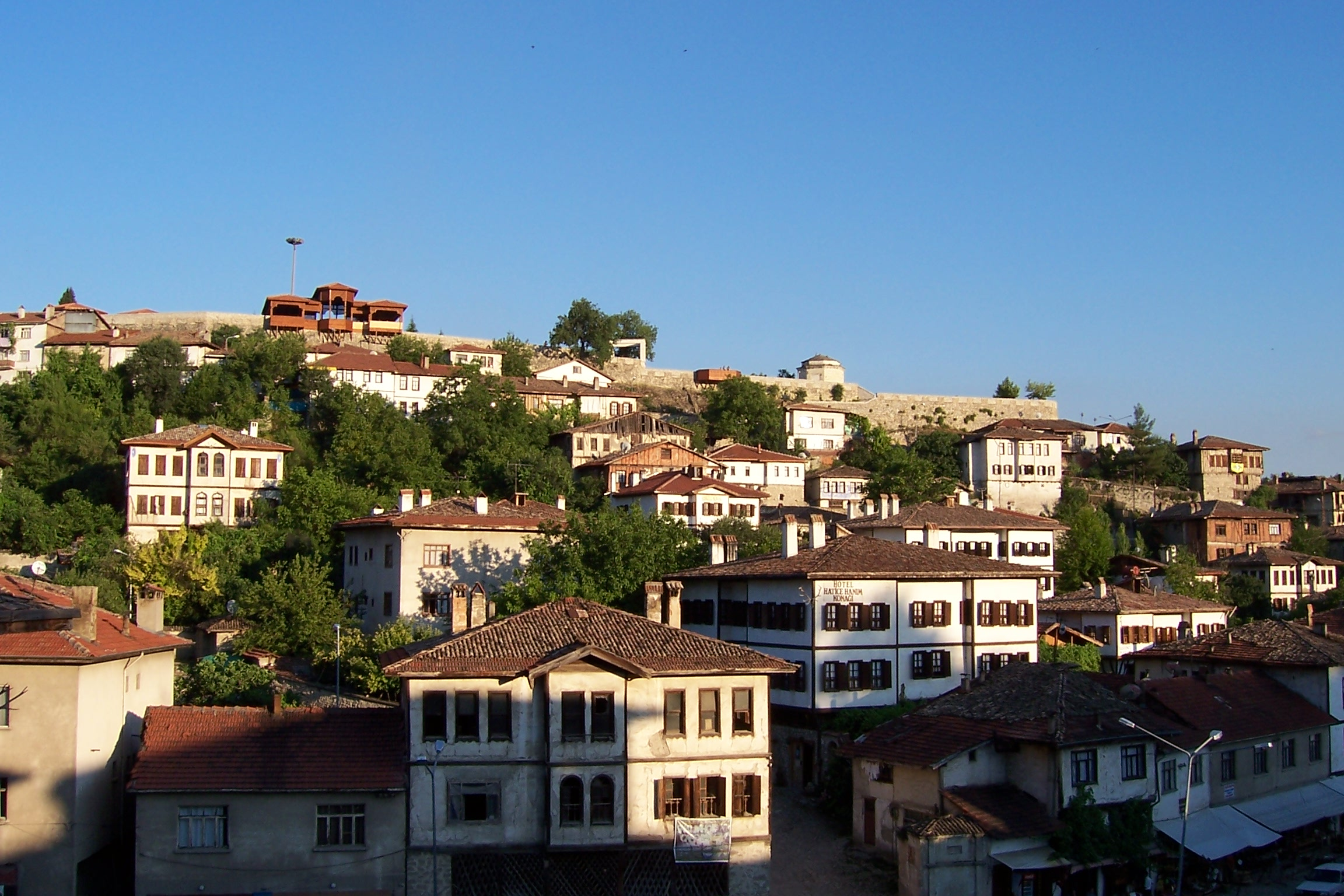
Safranbolu et ses demeures ottomanes.

En outre, l'économie de cette région gravite autour de la production d'une épice rare : le safran. Ce produit agricole se trouve notamment dans la ville de Safranbolu ("la ville du safran"), qui tire son nom de la culture du safran. Durant la période ottomane, Safranbolu, est devenue un carrefour commercial et artisanal majeur et le principal centre de production turque du safran. Cette poudre très rare est obtenue grâce aux stigmates séchés de fleurs de crocus. La renommée de la ville de Safranbolu vient également de son important patrimoine architectural, et de ses splendides demeures héritées de l'époque ottomane. Ces prouesses architecturales ont permis de classer Safranbolu, au patrimoine mondial de l'Unesco en 1994.
Enfin, le thé fait également figure de richesse économique de cette région et d'attraction touristique centrale. Largement mises à l'honneur, de multiples plantations de thé sont situées dans la province de Rize. Il existe même un Festival international du Thé de Rize, qui met en avant cette boisson adorée des turcs. Les touristes viennent principalement de l'Arabie Saoudite, du Koweït, du Qatar, de l'Iran ou des Etats-Unis, mais également de pays voisins comme l'Azerbaidjan ou la Géorgie, selon Ismail Hocaoğlu, directeur provincial de la culture et du tourisme.
Finalement, la ville de Samsun constitue une réelle attraction économique, de par son port de commerce, qui est le plus important dans la région. Le port de Samsun fait de la ville un important centre commercial, et un hub très développé, puisque la ville possède même le tramway, transport rapide et écologique.